# Schwarzenstein (Schwarzenbach am Wald)

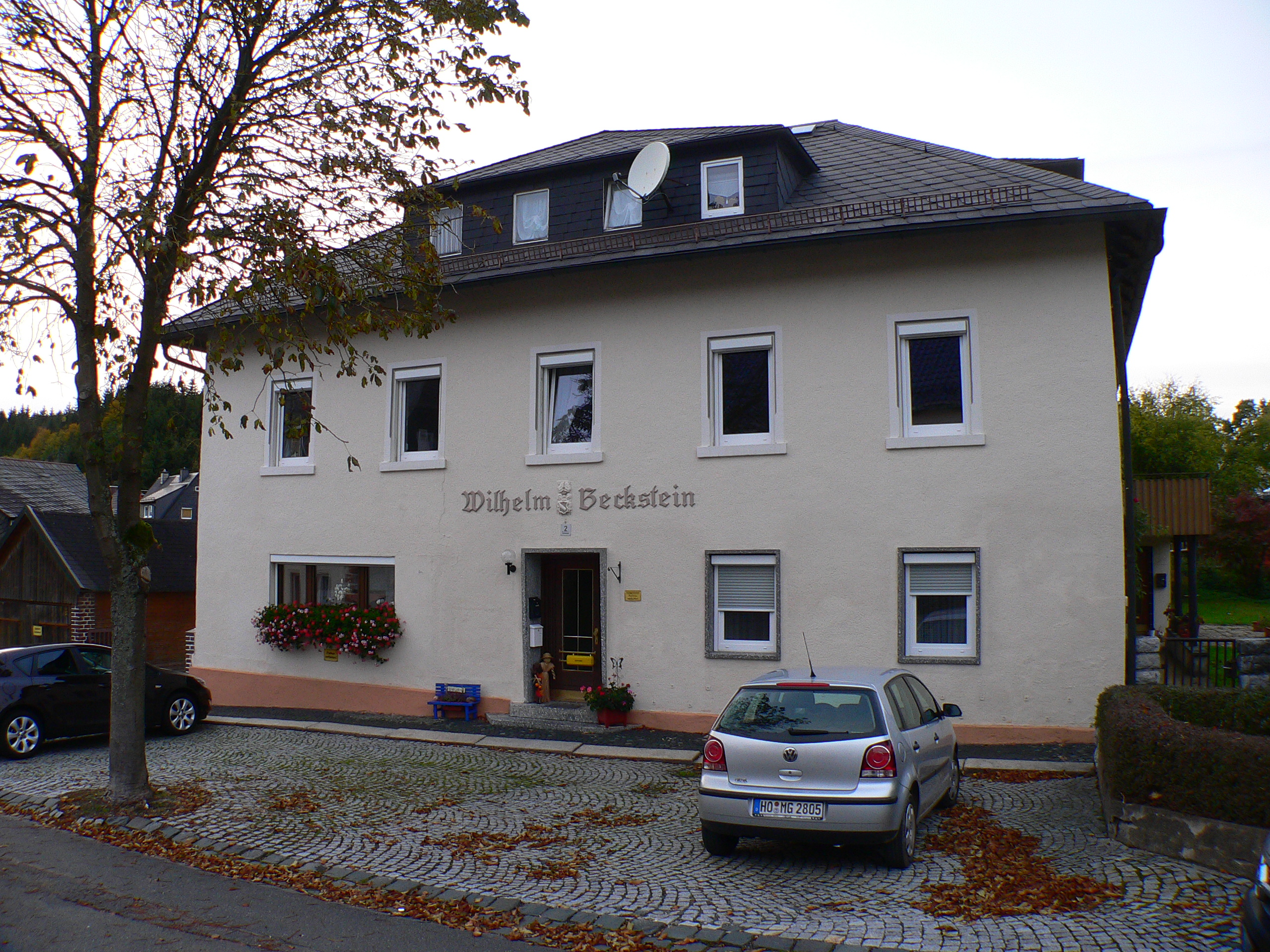
Das Baudenkmal

Schwarzenstein ist ein Gemeindeteil der Stadt Schwarzenbach am Wald im Landkreis Hof (Oberfranken, Bayern). Die Gemarkung Schwarzenstein hat eine Fläche von 7,456 km². Sie ist in 318 Flurstücke aufgeteilt, die eine durchschnittliche Fläche von 2344,64 m² haben. In ihr liegen neben dem namensgebenden Ort die Gemeindeteile Rauschengrund und Rauschenhammermühle.

## Geografie
Das Pfarrdorf bildet mit Rauschenhammermühle im Süden eine geschlossene Siedlung. Diese liegt im tief eingeschnittenen Tal der Wilden Rodach und des Rosenbachs, der dort als rechter Zufluss in die Wilde Rodach mündet, und ist allseits von Waldgebieten umgeben. Der Rodachsrangen im Süden musste neuerdings wegen des Borkenkäfers abgeholzt werden. Die Staatsstraße 2211 führt nach Schwarzenbach am Wald (2 km nordöstlich) bzw. nach Löhmarmühle (2,6 km südwestlich). Gemeindeverbindungsstraßen führen nach Löhmar (2,5 km südwestlich), die Bundesstraße 173 unterquerend nach Gottsmannsgrün (0,6 km westlich), nach Schwarzenbach zur St 2211 (1,7 km nordöstlich) und nach Schönbrunn (1 km südwestlich). Ein Anliegerweg führt nach Dorschenmühle (0,3 km östlich).

## Geschichte
Eine Erbteilung unter den Reitzensteinern führte 1519 zu einer Teilung in Oberschwarzenstein und Unterschwarzenstein. Bis Ende des 19. Jahrhunderts wurde zwischen den beiden Orten unterschieden.
Zur Realgemeinde Schwarzenstein gehörte Rauschenhammermühle. Gegen Ende des 18. Jahrhunderts bestand Schwarzenstein aus 47 Anwesen, zwei Schlössern und einem Brauhaus. Die Hochgerichtsbarkeit sowie die Dorf- und Gemeindeherrschaft hatten das Rittergut Schwarzenstein, das Rittergut Schwarzenbach am Wald und das Rittergut Lippertsgrün gemeinschaftlich. Grundherren waren
- das Rittergut Schwarzenstein, Oberes Schloss: 33 Häuser, 2 halbe Häuser, 3 Tropfhäuser;
- das Rittergut Schwarzenstein, Unteres Schloss: 7 Häuser, 1 Tropfhaus, 1 Wirtshaus.[7]

Von 1797 bis 1810 unterstand Schwarzenstein dem Justiz- und Kammeramt Naila. Nachdem im Jahr 1810 das Königreich Bayern das Fürstentum Bayreuth käuflich erworben hatte, wurde der Ort bayerisch. Infolge des Ersten Gemeindeedikts wurde Schwarzenstein dem 1812 gebildeten Steuerdistrikt Schwarzenbach zugewiesen. Zugleich entstand die Ruralgemeinde Schwarzenstein, zu der Rauschengrund und Rauschenhammermühle gehörten. Sie war in Verwaltung und Gerichtsbarkeit dem Landgericht Naila zugeordnet und in der Finanzverwaltung dem Rentamt Lichtenberg (1919 in Finanzamt Lichtenberg umbenannt, seit 1955 Finanzamt Naila). Ab 1862 gehörte Schwarzenstein zum Bezirksamt Naila (1939 in Landkreis Naila umbenannt). Die Gerichtsbarkeit blieb beim Landgericht Naila (1879 in Amtsgericht Naila umgewandelt). 1964 hatte die Gemeinde eine Gebietsfläche von 0,713 km² Im Zuge der Gebietsreform in Bayern wurde die Gemeinde Schwarzenstein am 1. Mai 1978 nach Schwarzenbach am Wald eingemeindet.

### Baudenkmäler
- Am Denkmal 2: zweigeschossiges Wohnhaus mit Walmdach[12]

ehemalige Baudenkmäler
- katholische Pfarrkirche St. Josef, Neubau 1962/63 nach Plänen von Franz Raith. Von der Vorgängerkirche sind Holzfiguren und Gemälde erhalten.[13]
- Haus Nr. 2: Ehemaliges zum Schloss Oberschwarzenstein gehörige Schmiede. Eingeschossiges, verputzt massives Satteldachhaus; reich profiliertes Granittürgewände mit Wappen von Reitzenstein, bezeichnet „1795“.[13]

### Einwohnerentwicklung
Gemeinde Schwarzenstein
| Jahr      | 1819  | 1840   | 1852   | 1855   | 1861   | 1867   | 1871   | 1875   | 1880   | 1885   | 1890   | 1895   | 1900   | 1905   | 1910   | 1919   | 1925   | 1933   | 1939   | 1946   | 1950   | 1952   | 1961  | 1970   |
| Einwohner | 199   | 383    | 423    | 403    | 476    | 471    | 485    | 489    | 509    | 488    | 479    | 484    | 497    | 480    | 512    | 513    | 593    | 656    | 657    | 742    | 745    | 743    | 602   | 591    |
| Häuser    |       |        |        |        |        |        | 59     |        |        | 61     | 48     |        | 65     |        |        |        | 72     |        |        |        | 91     |        | 106   |        |
| Quelle    | [ 8 ] | [ 15 ] | [ 15 ] | [ 15 ] | [ 16 ] | [ 17 ] | [ 18 ] | [ 19 ] | [ 20 ] | [ 21 ] | [ 22 ] | [ 15 ] | [ 23 ] | [ 15 ] | [ 24 ] | [ 15 ] | [ 25 ] | [ 15 ] | [ 15 ] | [ 15 ] | [ 26 ] | [ 15 ] | [ 9 ] | [ 27 ] |

Ort Schwarzenstein
| Jahr      | 001819 | 001861 | 001871 | 001885 | 001900 | 001925 | 001950 | 001961 | 001970 | 001987 | 002020 |
| Einwohner | 1199   | 2459   | 3373   | 4479   | 484    | 545    | 648    | 546    | 533    | 429    | 232    |
| Häuser    |        |        |        | 459    | 63     | 67     | 83     | 98     |        | 113    |        |
| Quelle    | [ 8 ]  | [ 16 ] | [ 18 ] | [ 21 ] | [ 23 ] | [ 25 ] | [ 26 ] | [ 9 ]  | [ 27 ] | [ 28 ] | [ 1 ]  |

## Religion
Schwarzenstein ist seit der Reformation gemischt konfessionell. Die Protestanten sind nach Schwarzenbach am Wald gepfarrt, die Katholiken nach St. Josef (Schwarzenstein).